# 莉莉·朔尔茨
莉莉·朔尔茨（德語：Lilly Scholz，1903年4月18日—？），奥地利女子花样滑冰运动员。她曾代表奥地利参加1928年冬季奥林匹克运动会花样滑冰比赛，搭档奥托·凯泽获得双人滑银牌。